# Vâlcele, Vrancea
Vâlcele este un sat în comuna Câmpineanca din județul Vrancea, Muntenia, România. Se află în partea de est a județului,.